# Crocidura pergrisea
Crocidura pergrisea es una especie de musaraña (mamífero placentario de la familia Soricidae).

## Distribución geográfica
Es endémica del Pakistán: Azad Kashmir.